# Европейский маршрут E88
Европейский маршрут Е88 — европейский автомобильный маршрут категории А в Турции, соединяющий города Анкара и Рефахие. Длина маршрута — 621 км.
Маршрут Е88 проходит через города Йозгат и Сивас.
Е88 пересекается с маршрутами
- E89
- E90
- E80